# 이방언
이방언(李芳彦, 1838년∼1895년)은 조선 말기의 동학 농민 운동 당시 지도자의 한 사람이다. 본명은 민석(民錫)이고, 자는 자방(子邦), 본관은 인천(仁川 李氏)이고, 장흥군 용산면 묵촌(長興郡 蓉山面 墨村) 출신이다. 대제학(大提學) 이문화(李文和)의 후손이다. 부친은 장흥향교 용산리 향약 청원계의 도정 이중길(李重吉)이다.

## 생애
부유한 유교 집안에서 태어나, 어려서부터 의협심이 강하고 불의를 보면 참지 못하는 성품이었다. 장흥지방에 흉년이 들어 농민들이 생계를 잇기 조차 힘들었는데, 관아에서 진결세(陳結稅)를 독촉하자, 전라도감사에게 진정하여 농민들이 진결세를 감면받게 하였다.
장흥부에는 이방언을 비롯하여 인천이씨 후손이 다수 포함되었는데, 이는 1600년대 선조가 장흥 부산면(만수산 자락)에 입향함으로써 명촌을 형성 하였다고 한다. 당시 일대가 늘 화목하고 학당을 열어 학덕을 쌓고 풍속을 교화시켰던 집안이다.
유학자 고산(鼓山) 임헌회(林憲晦)의 제자로, 오남(吾南) 김한섭(金漢燮)과 동문수학하였다. 그러나 1890년(고종 27) 초 주자학 지상주의를 비판하고, 천도에 합치하는 수행을 통해 새 세상을 이룩하려는 동학의 가르침을 수용하여 동학에 입교, 장흥어선접의 접주로서 동학농민군의 지도자가 되었다. 그는 동학에 입도하여 장흥접주로 1894년 갑오농민혁명에 이인환, 강봉수, 강진의 김병태, 해남의 김도일, 영암의 신성 등과 3월 봉기에 참가하였다 한다. 
그리고 이방언은 유명한 장성 황룡싸움의 장태전법의 주인공이었다.
당시 ‘장태’를 사용하여 ‘황룡강 전투’를 지휘, 관군과 일본군에게 대승을 거두었는데, 이로 인하여 ‘장태장군’ 또는 ‘남도장군’이라는 별호를 얻었다. 
공주 우금치 패전 후 장흥, 강진 지구에서 최후의 혈전을 벌였다. 전봉준은 11월 27일 태인싸움을 최후로 해산하였고, 이방언은 손화중, 최경선과 광주에서 역시 11월 27일 해산하고 장흥으로 돌아와 12월 4일 벽사역(碧沙驛)을 점령하고 다음 5일에는 장흥으로 쳐들어가 반항하는 장흥부(長興府)의 수성군을 격파했다.
그리고 7일에는 강진현을 점령하였으니 장흥, 강진 지구를 완전히 석권하였다. 
13일 일본군과 관군의 총공격으로 남문싸움에서 패하여 장흥부를 일본군에게 빼앗기자 다시 탈환하려고 15일 장흥성을 포위했다. 그 후 반격작전을 전개했으나 때마침 일본군의 증원군이 도착하여 실패로 돌아갔다. 그러나 이방언은 해산하지 않고 17일 죽천장(竹川場)에서 또 접전을 벌였으니 불굴의 혁명정신과 투지의 장함을 새삼 느끼게 한다.
당시 세간에서는 이방언을 「관산 이대장」또는 「남도장군」, 손화중을 「초산 손대장」이라 칭하였다.
그러나 1894년(고종 31) 12월 25일 장흥 ‘석대전투’에서 대패하여 이두황에 체포되었으며, 나주 일본군으로 넘겨져서 다음 해 서울로 압송되었다. 
남도장군 대접주가 체포된 이후에도 뜻을 이어받아 친척인 이수갑, 여전사 이소사, 소년장군 최동린을 비롯하여 수많은 농민군이 관군에 저항하다 전사하였다. 
다음해 1895년 3월 21일 무죄 석방의 판결을 받았다.
전하는 바에 의하면 흥선대원군의 주선으로 석방되었다 한다. 
그후 회령면 신기 이의원의 집에서 은신하다가 다시 피체되어 1895년 4월 25일 외아들 이성호와 함께 장흥 장대에서 최후를 마치니 향년 58세였다.
현재 장흥공설운동장 윗편에 ‘동학농민운동기념탑’과 ‘동학루’를 세워 그 뜻을 기리고 있다.